# Ministre d'État chargé des opportunités liées au Brexit et de l'efficacité gouvernementale (Royaume-Uni)
Le ministre d'État chargé des opportunités liées au Brexit et de l'efficacité gouvernementale est un cabinet ministériel du Cabinet Office du gouvernement du Royaume-Uni. Ce poste est créé, en tant que «ministre de l'efficacité et de la transformation, par le Premier ministre Boris Johnson en février 2020 en renommant le ministre d'État au Trésor avec de nouvelles responsabilités. C'est un ministère partagé avec le Trésor de Sa Majesté et le Bureau du Cabinet de 2020 à 2022. Après la nomination de Jacob Rees-Mogg en février 2022, le poste est devenu membre à part entière du Cabinet. Il est basé exclusivement au Bureau du Cabinet.

## Responsabilités
Les responsabilités actuelles incluent les points suivants : 
- Opportunités du Brexit
- Contrôles des dépenses[2] (y compris la réforme des contrôles)
- Organismes publics
- Réforme du gouvernement
- Projet de loi sur la passation des marchés
- Sites pour la Croissance (une équipe au sein du Bureau du Cabinet qui vise à déplacer les postes de la fonction publique de Londres vers les régions et les nations du Royaume-Uni)[3]
- Modèles commerciaux et commerciaux
- Fonctions : - Lutte commerciale contre la fraude, les erreurs et les dettes ; et subventions. Agence gouvernementale des biens. Bureau des biens du gouvernement
- Autorité des infrastructures et des projets (conjointement avec Le Trésor de Sa Majesté)

## Titulaires du poste
Légende
(partis politiques)
- Conservateur
- Travailliste

| Ministre délégué à l'Efficacité et à la Transformation                          | Ministre délégué à l'Efficacité et à la Transformation | Ministre délégué à l'Efficacité et à la Transformation | Ministre délégué à l'Efficacité et à la Transformation | Ministre délégué à l'Efficacité et à la Transformation | Ministre délégué à l'Efficacité et à la Transformation |
| Nom                                                                             | Nom                                                    | Nom                                                    | Mandat                                                 | Mandat                                                 | Parti politique                                        |
| ------------------------------------------------------------------------------- | ------------------------------------------------------ | ------------------------------------------------------ | ------------------------------------------------------ | ------------------------------------------------------ | ------------------------------------------------------ |
|                                                                                 | Theodore Agnew                                         |                                                        | 13 février 2020                                        | 24 janvier 2022                                        | Conservateur                                           |
| Ministre d'État pour les opportunités du Brexit et l'efficacité du gouvernement |                                                        |                                                        |                                                        |                                                        |                                                        |
| Nom                                                                             | Nom                                                    | Nom                                                    | Mandat                                                 | Mandat                                                 | Parti politique                                        |
|                                                                                 | Jacob Rees-Mogg                                        |                                                        | 8 février 2022                                         | Titulaire                                              | Conservateur                                           |